# 紫微斗数
紫微斗數是源自中國古代的算命方法，用農曆的出生年、月、日和時辰來排個人命盤，進而窺探吉凶。
排個人命盤时，與西洋占星术不同，不查星曆：命盤分十二宮垣，以干支為經緯，星宿羅布，將中天諸星、北斗諸星、南斗諸星、神煞等諸星列置其中。透過命宮之納音五行數先推算出紫微星位置，其餘中、南、北三斗等共13顆星位置再因紫微星而排定，含紫微星在內共主星14顆，也因以紫微星為首，故稱為「紫微斗數」。

## 歷史
紫微斗數，相傳為五代方士陳摶（872年—989年）觀星所創，也有傳聞為呂祖呂洞賓所授予陳摶。紫微斗數的古籍稀少，截至目前，有關「紫微斗數」的古籍刻本，只有《紫微斗數全集》、《紫微斗數全書》、《紫微斗數捷覽》。
其餘則為古鈔本，如《斗數綱要》、《斗數秘鈔》、《斗數演例》、《紫微斗數之捷徑》，以及民國初年王裁珊《斗數宣微》、《斗數觀測錄》。
坊間流通最為廣泛的古籍版本為晚清木刻翻刻本《紫微斗數全集》及民國石印本《紫微斗數全書》。
《紫微斗數捷覽》成書於明萬曆九年(1581年)，為目前可考「紫微斗數」之名出現最早的年份。
在《紫微斗數全書》內羅洪先（1504年—1564年）所著之序，時間為嘉靖庚戌(1550年)，比《紫微斗數捷覽》為早，但因《紫微斗數全書》現存的刻本晚於《紫微斗數捷覽》出現，故須再考究。
在萬曆三十五年（1607年）《萬曆續道藏》中之「紫微斗數」，其內容並非現代流通之紫微斗數，無論星曜名稱與排命盤方式都不同。

## 推算方法
紫微斗數之命盤的排盤順序為安命身十二宮、起寅首、定納音五行局、安紫微星、安餘13顆主星、安輔曜與神煞星，然後依宮位的三方四正、十年大限等來解讀命盤。

### 安十二宮
以十二地支盤為基，起寅宮；順數生月逆數生時定命宮，以命宮逆時針佈命遷十二宮；命、兄弟、夫妻、子女、財帛、疾厄、遷移、交友、官禄、田宅、福德、父母。

### 起寅首、定納音五行局
以出生年干支（如：戊子）之天干數乘於二加一是為寅宮宮干；順佈宮干至命宮處，再以命宮干支定命造納音五行（例如：命宮坐丙戌，為土五局），命造納音五行皆有配合之數局，分別為；水二局、木三局、金四局、土五局、火六局。

### 定紫微星
得出命造五行局後，推判幾倍的命造五行局數可以大於生日數（例如：十六日生人木三局者則六倍，商數+1,得可大與生日數）；下一步判斷得出來的倍數與生日數之差數（(商數+1）*五行局數-生日數)，再判斷此差數為奇數或偶數；若差數為奇數，則以倍數減去差數得到一個新的數字；若差數為偶數，則倍數與差數相加而得一新的數字，下一步起寅宮並順時針數到上一步驟得出的數目，此一落宮點便是紫微星的位置；依照上一步驟如果改為逆時針來數，便是安天府星。
生日數 = (商+1)*五行局數-差
寅起步數 = ((-1)^差)*差+商+if(餘>0, then 1, else 0)

### 安主星
- 起紫微星，逆時針一宮安天機星，跳隔一宮，安太陽星，逆時針一宮安武曲星，逆時針一宮安天同星，跳隔兩宮，安廉貞星，再跳隔三宮會回紫微星。
- 起天府星，順時針一宮安太陰星，順時針一宮安貪狼星，順時針一宮安巨門星，順時針一宮安天相星，順時針一宮安天梁星，順時針一宮安七殺星，跳隔三宮，安破軍星，再跳隔一宮會回天府星。
- 起辰宮為正月，順時針數至生月，安左輔星；起戌宮為正月，逆時針數至生月，安右弼星。
- 起辰宮為子時，順時針數至生時，安文曲星；起戌宮為子時，逆時針數至生時，安文昌星。

### 安四化星
以年干安祿權科忌四化星:
| 年干 | 紫微斗數全集 | 紫微斗數全書 |
| ---- | ------------ | ------------ |
| 甲   | 廉破武陽     | 廉破武陽     |
| 乙   | 機梁紫陰     | 機梁紫陰     |
| 丙   | 同機昌廉     | 同機昌廉     |
| 丁   | 陰同機巨     | 陰同機巨     |
| 戊   | 貪陰右機     | 貪陰右機     |
| 己   | 武貪梁曲     | 武貪梁曲     |
| 庚   | 陽武陰同     | 陽武同陰     |
| 辛   | 巨陽曲昌     | 巨陽曲昌     |
| 壬   | 梁紫左武     | 梁紫府武     |
| 癸   | 破巨陰貪     | 破巨陰貪     |

### 晚子時
子時橫跨兩日，為23:00~1:00，常規上會分為"早子時""晚子時"。與直覺不同的是，"早子時"為00:00~1:00，"晚子時"為23:00~0:00，需特別注意。
晚子時在"日"上的認定有兩種說法，一者認為尚在當日，一者認為應算下一日，
若算在當日，則早晚子會是同一個時辰做排盤，如11/11 00:30分出生者會與11/11 23:30分出生者同一張命盤，中間相隔23小時卻歸為同一時間，顯不合常理。
若算在隔日，則11/11 23:30分出生者會與11/12 00:30分出生者同一張盤，較符合邏輯。
目前"隔夜晚子時"排盤法為主流大宗。

## 專有名詞

### 命身十二宮
命宮、身宮、兄弟宮、夫妻宮、子女宮、財帛宮、疾厄宮、遷移宮、奴僕宮（又名僕役宮及交友宮）、官祿宮（又名事業宮）、田宅宮、福德宮（又名福壽宮）、父母宮（又名相貌宮）。

### 主星
十四正曜：紫微斗數中所用的星曜採用《北斗七星延命經》、《太上說南斗六司延壽度人妙經》的稱謂，跟《史記·天官書》上的意義不同，實際上只是符號化的「虛星」，並不代表星曜天體在天空中的位置。
- 紫微星、天機星、太陽星、武曲星、天同星、廉貞星、天府星、太陰星、貪狼星、巨門星、天相星、天梁星、七殺星、破軍星

### 輔星
- 左輔星、右弼星、文昌星、文曲星、祿存星、天馬星、擎羊星、陀羅星、火星、鈴星、天魁星、天鉞星、地空星、地劫星

### 雜曜
- 天空、天刑、天姚、天馬、解神、陰煞、天喜、天官、天福、天哭、天虛、龍池、鳳閣、紅鸞、孤辰、寡宿、蜚廉、破碎、台輔、封誥、天巫、天月、三台、八座、恩光、天貴、天才、天壽、截空、旬中、旬空、天傷、天使、天廚

### 神煞
長生十二神：長生、沐浴、冠帶、臨官、帝旺、衰、病、死、墓、絕、胎、養
博士十二神：博士、力士、青龍、小耗、將軍、奏書、飛廉、喜神、病符、大耗、伏兵、官府
歲前十二星：歲建、晦氣、喪門、貫索、官符、小耗、大耗、龍德、白虎、天德、吊客、病符
將前十二星：將星、攀鞍、歲驛、息神、華蓋、劫煞、災煞、天煞、指背、咸池、月煞、亡神
太歲十二神：太陰、喪門、太陽、太歲、病符、天狗、福德、白虎、龍德、歲破、死符、五鬼